# Agrilus sperkii
Agrilus sperkii é uma espécie de inseto do género Agrilus, família Buprestidae, ordem Coleoptera.
Foi descrita cientificamente por Solsky, 1873.